# Gustavsborg, Stockholm

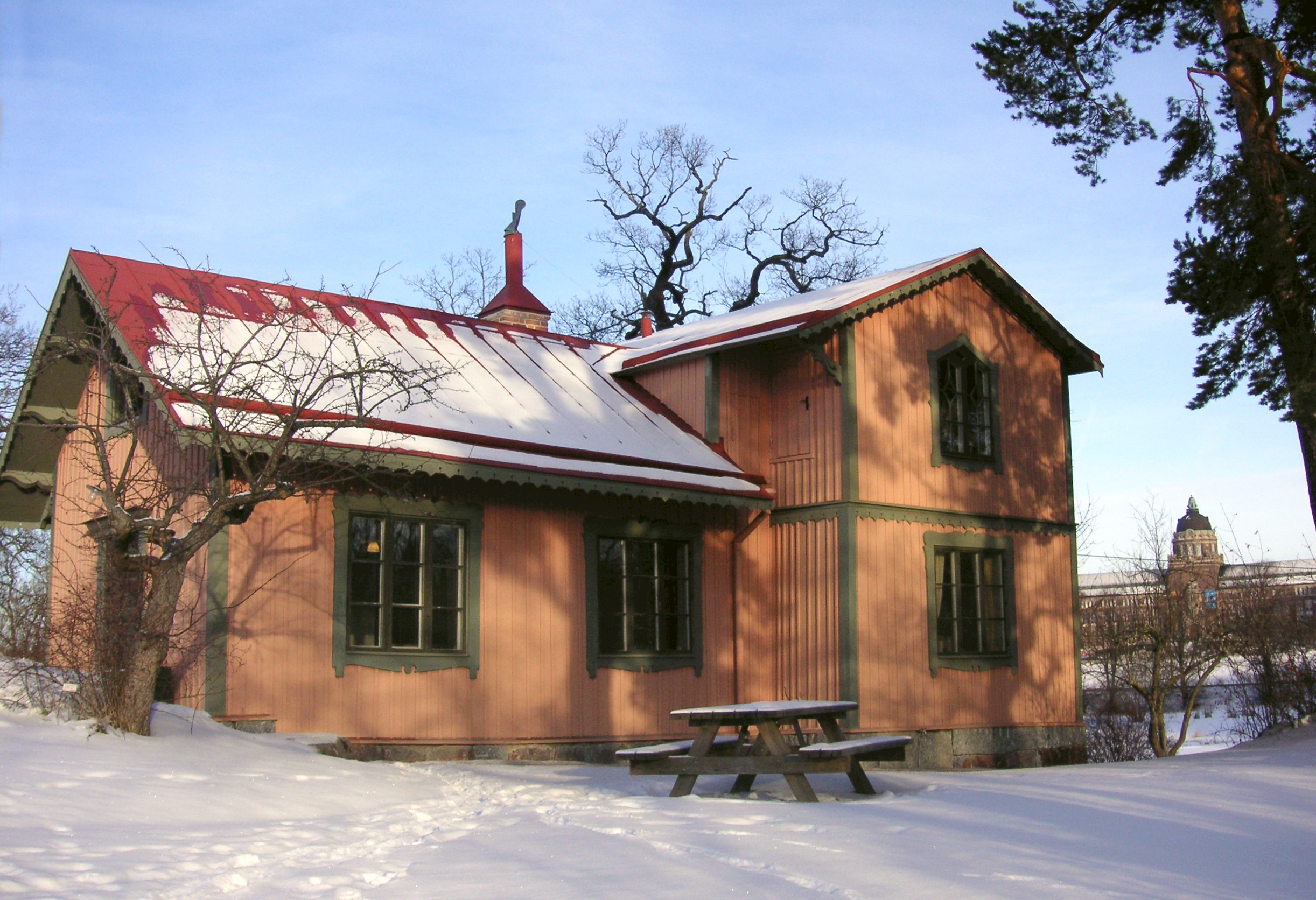
Stora Gustavsborg på vintern 2006. I bakgrunden skymtar Naturhistoriska riksmuseet.

Gustavsborg, eller Stora- och Lilla Gustavsborg är en samling byggnader i Bergianska trädgården intill Brunnsviken  på Norra Djurgården i Stockholms kommun

## Historik

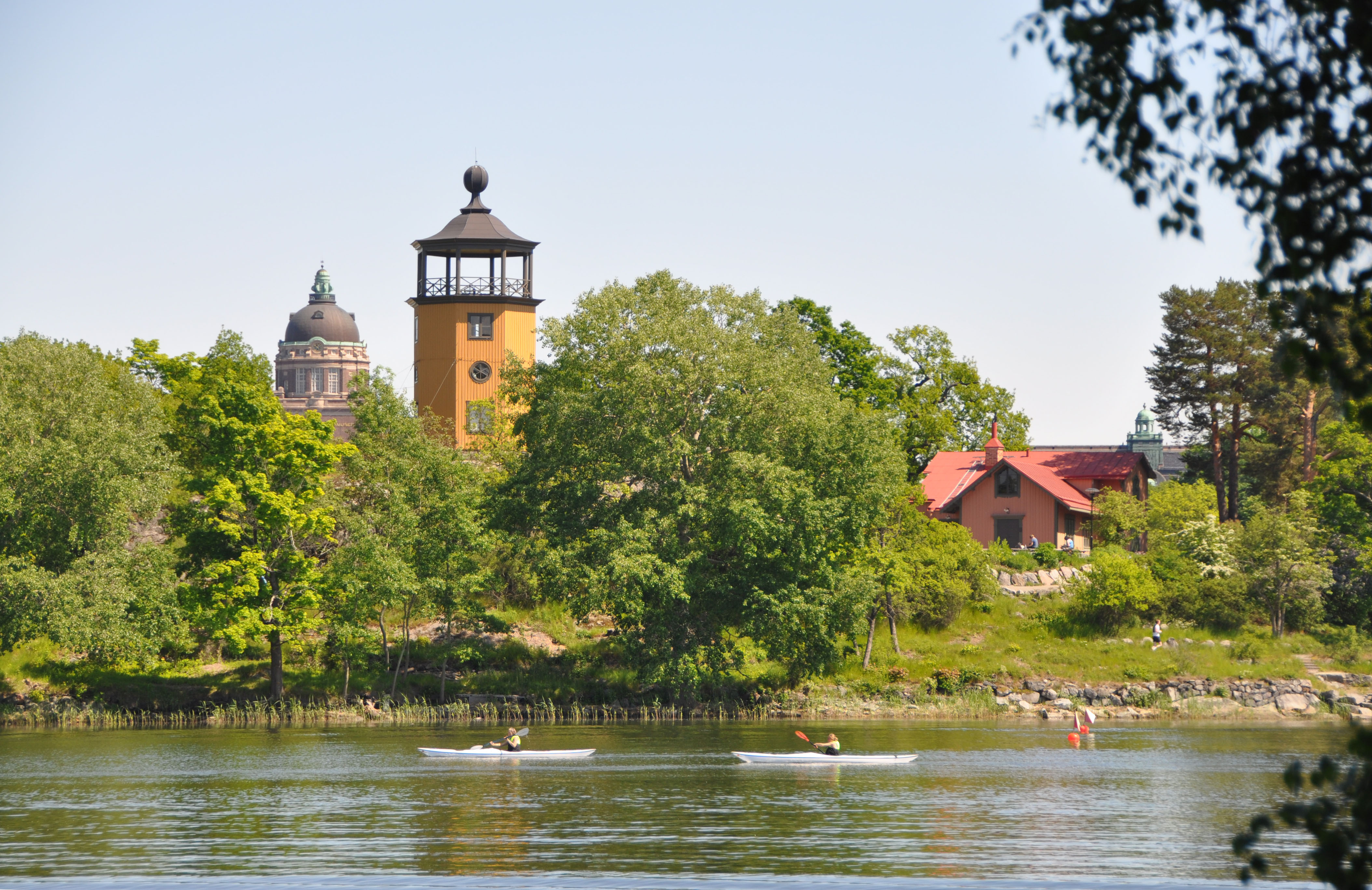
Stora Gustavsborg och Wittrocks torn.

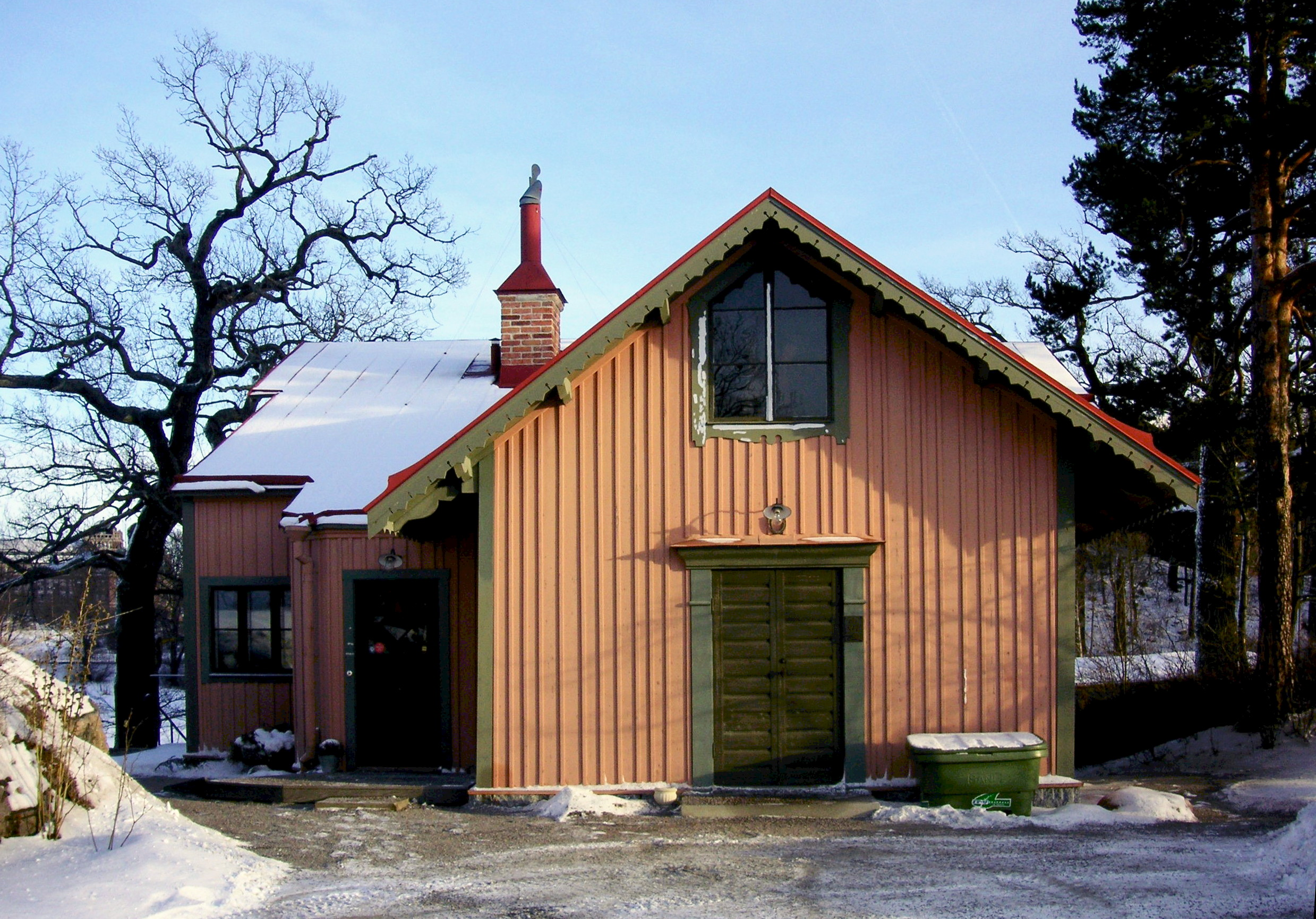
Stora Gustavsborg på vintern 2006.

Gustavsborg byggdes som sommarnöje åt kammarjunkare Rutger August Wachtmeister vid 1800-talets mitt. På den arrenderade marken uppfördes två hus och ett stall tillsammans med en vacker trädgård. 1894 övertogs arrendet av Bergianska stiftelsen som årtiondet innan flyttat den botaniska trädgården till området vid Haga-Frescati. De två byggnaderna Stora och Lilla Gustavsborg omvandlades till personalbostäder. Även stallet byggdes om till bostäder.
Wittrocks torn på berget vid Gustavsborg restes 1908 efter ritningar av arkitekten Oskar Lindberg. Tornet fungerade som utsiktstorn och museum för botanikern Veit Wittrock och hans karpologiska samlingen (fröer och kottar). Vid renoveringen 1916 försågs det av den ansvarige arkitekten Ragnar Hjorth med kupol och ett krönande klot. På de ursprungliga ritningarna hade klotet formen av en kotte.
Vid samma tid anlades en pomologisk trädgård vid Gustavsborg i syfte att förädla fruktträd. I skyddade utsprängningar i berget planterades bland annat aprikos-, valnöt, persiko- och mandelträd, medan platån vigdes för mer härdiga arter.
Idag används Stora Gustavsborg av Naturens Hus för natur- och miljöpedagogisk skolverksamhet, medan Lilla Gustavsborg fortfarande fungerar som bostad. Fastigheterna förvaltas av Statens fastighetsverk.